# Axius serratus
Espèce
Axius serratus est une espèce de crustacés décapodes de la famille des Axiidae.